# Ворвата (газове родовище)
Ворвата — офшорне газове родовище біля західної (індонезійської) частини острова Нова Гвінея.

## Характеристика
Розташоване в затоці Берау-Бінтуні, в районі з глибинами моря 50—60 метрів. Становить основну сировинну базу заводу із виробництва зрідженого природного газу Tangguh, який після закриття подібного об'єкту на базі родовища Арун та зменшення в кілька разів виробництва на заводі Бонтанг став головним об'єктом своєї галузі в Індонезії.
Родовище відкрите в 1997 році на глибині 4600 метрів нижче рівня морського дна. Колектор — пісковики. Газ родовища містить значну кількість СО2 — біля 12 % — внаслідок чого утворюється більше половини викидів вуглекислого газу при роботі заводу Tangguh (інші викиди припадають на паливний газ).  
Станом на 2016 рік запаси Ворвата оцінювались у 477 млрд м³, що становить більш ян 80 % загальних запасів родовищ проекту Tangguh.
Виробництво на Ворвата почалось у 2008 році. Воно є джерелом сировини для перших двох ліній Tangguh LNG, і планується як один з постачальників для майбутньої третьої лінії (нарівні з меншими за запасами родовищами затоки Берау-Бінтуні, перш за все Віріагар Діп).
На першій стадії розробки встановлено дві платформи VR-A та VR-B, з яких пробурено 15 свердловин (одна заглушена з технічних причин). Платформи працюють у режимі дистанційного управління. Продукція доставляється на берег двома мультифазними трубопроводами діаметром 600 мм та довжиною по 20 км. У майбутньому планується встановлення ще чотирьох платформ, а також буріння на платформах VR-A та VR-B по дві свердловини спеціально для відбору паливного газу на потреби заводу.